# Stormsegel

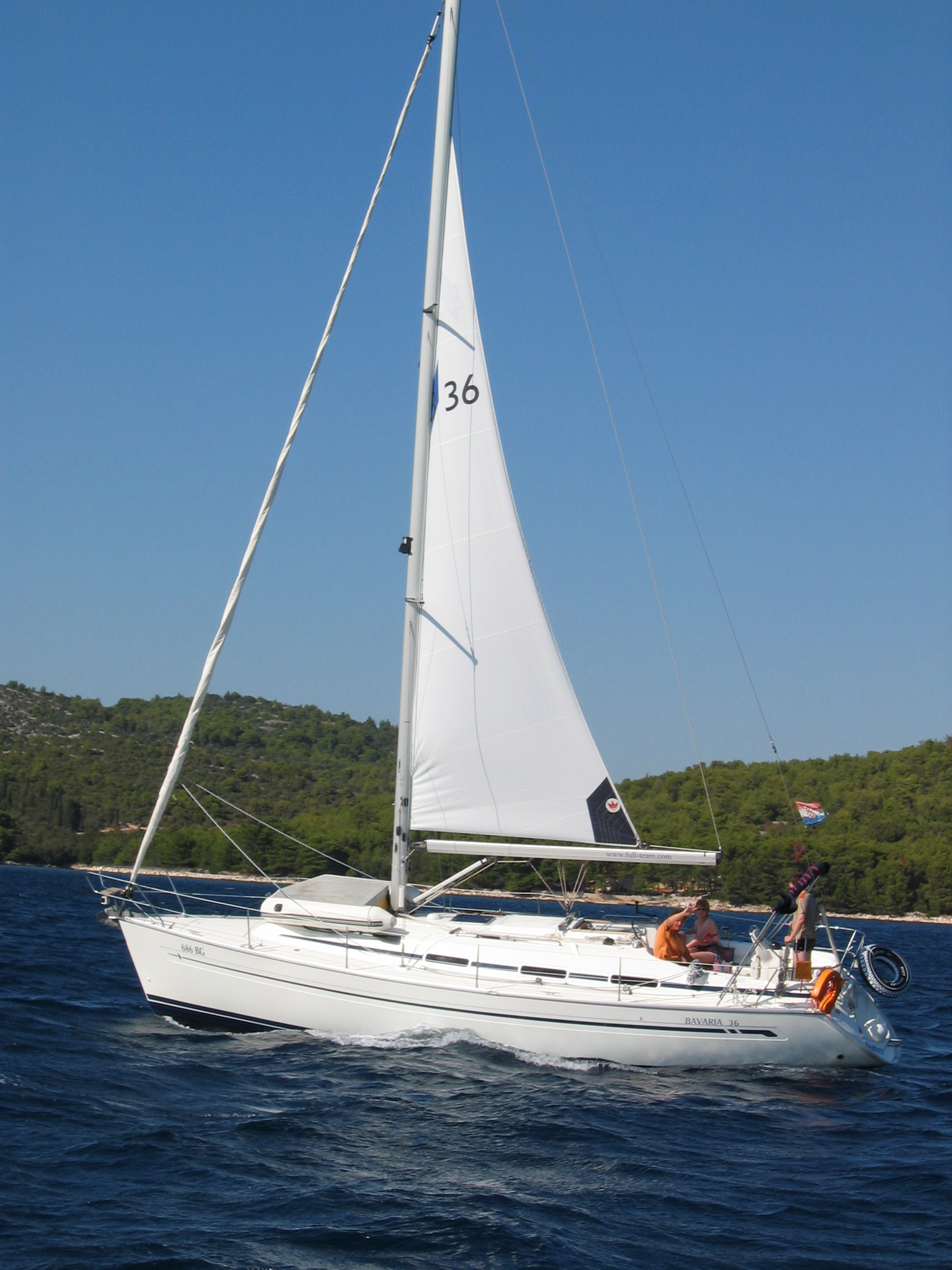
Segelbåt för stormstor.

Stormsegel är segel av särskilt kraftig segelduk, ofta betydligt mindre än motsvarande segel för normala förhållanden, avsedda att användas i storm.
Fördelen med stormsegel jämfört med revade normala segel är dels att de kan ges en optimal storlek och form för de förhållanden där de skall användas, dels att de kan göras starka utan att detta påverkar pris och vikt för de (större) segel som används och slits vid normal segling.
På råriggade fartyg var stormseglen ofta snedsegel: stormmesan (ett mindre mesansegel), apa (antingen stagapa, d.v.s. mesanstagsegel, eller gaffelapa, ett gaffelsegel på samma plats; man kan också föra ett triangelformat segel på gaffelseglets plats), stagfock med flera. Också (eventuellt sviktade) undermärssegel ("stumparna") användes som stormsegel.
På moderna segelbåtar nöjer man sig ofta med en stormfock och rev i storseglet, men vid havsseglatser har man ofta ett särskilt mindre storsegel, stormstoren.